# 关索
關索，字維之，又名花關索，是傳說中關羽与胡氏的第三子，但無任何史料記載。

## 人物來歷
史書中並沒有關於關索的記載，《三國志·蜀書·關羽傳》記載關羽僅有二子：長子關平、次子關興。
《關索戲》曾提及關索曾拜師學武於花月/岳，隨師姓易名「花關索」。
小說《三國演義》的其中一個版本《全像通俗三國志傳》中對關索的出身進行了詳細的描述，其中提及關索為關羽因殺人而逃難在外時出生，後來前往荊州認父。
而在現在通行的毛本《三國演義》中對關索的描述較略，其中提到關索隨關羽守荊州，荊州失陷後，關索在鮑家莊養病。諸葛亮在討伐孟獲時曾用其做先鋒。
明朝成化年間（1465年－1487年）有說唱詞話《花關索傳》，記述關索與妻鮑三娘守葭萌關的故事。現四川省廣元市昭化古城北有鮑三娘墓。《花關索傳》中還提及關索在認父途中與盧塘寨王令公的女兒王悅、王桃比武並取勝，因而娶得二女；京劇《化外奇緣》中在南征孟獲之時與孟獲之女花鬘相愛，並在戰事結束后結為夫婦。如今中國雲南省一帶還流傳著不少關於關索的傳說。
宋哲宗紹聖三年（公元1096年）封順忠王。

## 藝術形象

### 影響
- 《水滸傳》中的楊雄的綽號叫做「病關索」。
- 《真三國無雙系列/無雙OROCHI系列》遊戲中為關銀屏的三哥。（光榮公司開發，三浦祥朗配音）
- 《無雙蛇魔2》起開始